# بونی، خیبر پختونخوا
بونی (به انگلیسی: Buni) یک منطقهٔ مسکونی در پاکستان است که در خیبر پختونخوا واقع شده‌است. بونی ۱۵۱٫۵۱ کیلومتر مربع مساحت و ۱۹٬۴۲۱ نفر جمعیت دارد و ۱٬۸۸۰ متر بالاتر از سطح دریا واقع شده‌است.